# Borderlands 4
Borderlands 4 — будущая компьютерная игра в жанре шутера от первого лица, которую разрабатывает компания Gearbox Software и издаст компания 2K. Это продолжение игры Borderlands 3 (2019) и пятая игра в основной серии игр Borderlands. Выпуск игры намечен на 12 сентября 2025 года на Nintendo Switch 2, Windows, PlayStation 5 и Xbox Series X/S.

## Игровой процесс
Как и её предшественницы, игра представляет собой шутер от первого лица с элементами, характерными для ролевых игр в жанре экшен. Gearbox описала мир игры как «бесшовный», в котором не будет никаких загрузочных экранов, когда игроки переходят в новые области. В Borderlands 4 будут добавлены новые транспортные средства и приспособления для перемещения, такие как крюк-кошка. В игру можно будет играть в одиночку или в кооперативе с тремя другими игроками
.

## Сюжет
Спутник Пандоры Элпис, телепортированный Лилит с помощью своих сил Сирены, разрушил защитный барьер планеты Кайрос. В Borderlands 4 игроки берут на себя роль Искателя Хранилища, который должен возглавить на Кайросе сопротивление против безжалостного диктатора по имени Хранитель Времени и его армии синтетических последователей, называемых Орденом, после того, как они случайно совершили аварийную посадку на планете.

## Разработка
Разработчик Gearbox Software начал работу над игрой до выхода Borderlands 3 (2019). Gearbox описала Кайрос как «бесшовное» игровое пространство, в котором игроки могут исследовать различные интересные локации, не отвлекаясь на загрузочные экраны. И хотя команда избегала употреблять термин «открытый мир», генеральный директор Gearbox Рэнди Питчфорд заявил о том, что Borderlands 4 — «самая открытая и свободная» игра во франшизе, противопоставляя её структуре Borderlands 3 с прыжками по планетам, которая привела к более «закрытому» дизайну игры. Как и её предшественницы, Borderlands 4 задумывалась как юмористическая игра, хотя команда хотела убедиться в том, что юмор исходит из неожиданного игрового процесса, в котором играбельные Искатели Хранилища будут реагировать на действия, выполняемые игроками. Поскольку действие Borderlands 4 происходит на новой планете, в игре представлен совершенно новый актёрский состав. Это также дало возможность команде художников создать ландшафт, отличающийся от ландшафта Пандоры, а арт-директор Адам Мэй описал Кайрос как «высокотехнологичный, но низкокачественный» сеттинг.
Take-Two Interactive, после приобретения Gearbox у Embracer Group в марте 2024 года, подтвердила, что новая игра в серии Borderlands находится в разработке. Издатель 2K официально представил игру в августе 2024 года и опубликовал первые кадры игрового процесса на The Game Awards 2024. Первоначально выход игры был запланирован на 23 сентября 2024 года для Windows, PlayStation 5, а также Xbox Series X/S. 29 апреля 2025 года, сославшись на прогресс в работе над игрой, Питчфорд объявил, что игра теперь выйдет раньше запланированного срока — 12 сентября.